# 佐味宮守
佐味 宮守（さみ の みやもり）は、奈良時代の貴族。姓は朝臣。官位は従五位下・越後守。

## 経歴
左大臣・橘諸兄の家司を務めていたが、天平勝宝7歳（755年）11月に主人の諸兄が酒席で聖武上皇に対して無礼な発言があり、謀反の気配がある旨を密告した。聖武上皇はこの密告に取り合わず、諸兄が咎められることはなかったが、諸兄はこの経緯を知り翌天平勝宝8歳（756年）2月に大臣を辞して政界を退いた。天平勝宝9歳（757年）橘奈良麻呂の乱後、かつての密告を賞されて、従八位上から十一階昇進して従五位下に叙爵された。
天平宝字3年（759年）左京亮に任ぜられたのち、天平宝字7年（763年）安房守に転じると、神護景雲2年（768年）越後守と、淳仁朝から称徳朝にかけて地方官を務めた。

## 官歴
『続日本紀』による。
- 時期不詳：従八位上
- 天平勝宝9歳（757年） 7月5日：従五位下
- 天平宝字3年（759年） 5月17日：左京亮
- 天平宝字7年（763年） 正月9日：安房守
- 神護景雲2年（768年） 閏6月3日：越後守